# 미나 실란패
미나 실란패(핀란드어: Miina Sillanpää: 1866년 6월 4일 – 1952년 4월 3일)는 핀란드의 정치인, 노동운동가이다. 탄네르 내각의 사회장관보로 입각하여 핀란드 최초의 여성 각료를 역임했다. 원래 이름은 빌헬미나 릭티그(핀란드어: Vilhelmiina Riktig)이다.
1866년–1868년 핀란드 기근의 와중인 1866년 6월 4일 요키오이넨의 농민 집안에서 태어났다. 9남매의 대가족을 먹여살리기 위해 12살 때부터 포르사의 목면공장에서 일했고 그 뒤 요키오이넨의 못공장에서 일했다. 18세 때 포르보로 이사하여 하녀 일을 하게 되었고 이때 이름을 미나 실란패라고 개명했다. 1900년부터 1915년 사이에 헬싱키 가사노동자협회 상근자로 일했다. 이후 1932년에서 1936년 사이에 핀란드 사회민주당 노동여성협회 간사를 지냈다.
1907년 선출된 핀란드의 첫 여성 의원 19인 중 한 명으로서 38년간 의회의원으로 재임했다. 1926년에서 1927년 사이 배이뇌 탄네르의 내각에 사회장관보로 입각하여 핀란드 최초의 여성 각료가 되었다. 1925년, 1931년, 1937년, 1940년, 1943년에 공화국 대통령 간접선거 유권자로서 투표했다.
언론인으로서 1905년에서 1906년 사이에 《여성고용인 잡지》(Palvelijatarlehti 팔벨리야타르레흐티[*]), 1907년에서 1916년 사이에 《노동자 여성》(Työläisnainen 튀욀래이스나이넨[*]), 1922년에서 1943년 사이에 《여성 동지》(Toveritar 토베리타르[*])의 주필을 지냈다.
|  | 투르쿠 북부 선거구 의원 1907년 5월 22일 – 1911년 1월 31일 1914년 2월 2일 – 1917년 10월 31일 1919년 1월 4일 – 1933년 8월 31일 1936년 9월 1일 – 1948년 7월 21일 |

| 전임 율리우스 아일리오 | 핀란드의 사회장관보 1926년 12월 13일–1927년 12월 17일 | 후임 유하니 레팰래 |